# Campionati svizzeri di sci alpino 1982
Ai Campionati svizzeri di sci alpino 1982 furono assegnati i titoli di discesa libera, slalom gigante, slalom speciale e combinata, sia maschili sia femminili; oltre agli sciatori svizzeri, poterono concorrere al titolo anche gli sciatori di nazionalità liechtensteinese.

## Risultati
| Specialità      | Uomini        | Donne             |
| --------------- | ------------- | ----------------- |
| Discesa libera  | Peter Müller  | Doris De Agostini |
| Slalom gigante  | Peter Lüscher | Ursula Konzett    |
| Slalom speciale | Jacques Lüthy | Erika Hess        |
| Combinata       | Peter Müller  | Brigitte Oertli   |